# العارضة (ملحان)

تعديل مصدري - تعديل

العارضة هي إحدى قرى عزلة الروضة بمديرية ملحان التابعة لمحافظة المحويت، بلغ تعداد سكانها 227 نسمة حسب تعداد اليمن لعام 2004.